# Schilling des forces alliées
Pour les articles homonymes, voir Schilling.
Le schilling des forces alliées est la monnaie d'occupation introduite en Autriche par les forces alliées qui occupaient le pays de 1945 à 1953 à la suite de sa libération du joug nazi à la fin de la Seconde Guerre mondiale. Celle-ci était utilisée conjointement avec le reichsmark, la monnaie de l'Allemagne nazie qui contrôlait jusqu'alors le pays, jusqu'à ce que ces deux monnaies fussent remplacées par le nouveau schilling autrichien.